# Aleksandar Pavlović
Aleksandar Pavlović (Servisch: Александар Павловић) (München, 3 mei 2004) is een Duits-Servisch voetballer die doorgaans speelt als middenvelder. In oktober 2023 debuteerde hij voor Bayern München. Pavlović maakte in 2024 zijn debuut in het Duits voetbalelftal.

## Clubcarrière
Pavlović speelde in de jeugd van SC Fürstenfeldbruck en stapte in 2011 over naar de opleiding van Bayern München. Na zes duels in het belofteteam in het seizoen 2022/23 mocht de middenvelder in voorbereiding op de jaargang erna mee op trainingskamp met het eerste elftal. Op 28 oktober 2023 maakte hij zijn debuut in het eerste elftal. Op die dag werd door drie doelpunten van Harry Kane, twee van Leroy Sané en Jamal Musiala en een van Thomas Müller met 8–0 gewonnen van Darmstadt 98. Pavlović moest van coach Thomas Tuchel als reservespeler aan de wedstrijd beginnen en hij viel in de zevenenzeventigste minuut in voor Matthijs de Ligt.
Vier dagen na zijn debuut werd zijn contract opengebroken en verlengd tot medio 2027. Zijn eerste doelpunt maakte Pavlović op 27 januari 2024, toen hij uit bij FC Augsburg de score opende. Door treffers van teamgenoten Alphonso Davies en Harry Kane en twee van tegenstander Ermedin Demirović won Bayern het duel met 2–3. Na afloop van het seizoen 2023/24 werd zijn verbintenis opengebroken en met twee seizoenen verlengd tot medio 2029.

## Clubstatistieken
| Seizoen | Club              | Competitie   | Competitie | Competitie | Beker | Beker | Internationaal | Internationaal | Totaal | Totaal |
| Seizoen | Club              | Competitie   | Wed.       | Dlp.       | Wed.  | Dlp.  | Wed.           | Dlp.           | Wed.   | Dlp.   |
| ------- | ----------------- | ------------ | ---------- | ---------- | ----- | ----- | -------------- | -------------- | ------ | ------ |
| 2022/23 | Bayern München II | Regionalliga | 6          | 0          | —     | —     | —              | —              | 6      | 0      |
| 2023/24 | Bayern München II | Regionalliga | 3          | 0          | —     | —     | —              | —              | 3      | 0      |
| 2023/24 | Bayern München    | Bundesliga   | 19         | 2          | 0     | 0     | 3              | 0              | 22     | 2      |
| 2024/25 | Bayern München    | Bundesliga   | 21         | 1          | 2     | 0     | 5              | 0              | 28     | 1      |
| Totaal  | Totaal            | Totaal       | 49         | 3          | 2     | 0     | 8              | 0              | 59     | 3      |

Bijgewerkt op 12 juni 2025.

## Interlandcarrière
In 2023 speelde Pavlovic twee interlands voor Duitsland –20. In maart 2024 werd hij voor het eerst opgeroepen voor het Duitse voetbalelftal door bondscoach Julian Nagelsmann. Hij moest echter afmelden vanwege een amandelontsteking. Nagelsmann nam Pavlovic in mei 2024 op in zijn voorselectie voor het EK 2024 in eigen land. Hij werd vervolgens op 8 juni 2024 opgenomen in de definitieve selectie. Zijn debuut in de nationale ploeg maakte hij op 3 juni 2024, tijdens een vriendschappelijke wedstrijd tegen Oekraïne die in 0–0 eindigde. Pavlović moest van Nagelsmann op de reservebank beginnen en mocht in de eenenzeventigste minuut invallen voor Robert Andrich. Vanwege een amandelonsteking moest hij voorafgaand aan het toernooi toch verstek laten gaan.
Zijn eerste interlanddoelpunt viel te noteren op 7 september van datzelfde jaar, tijdens zijn tweede optreden in de nationale ploeg. Pavlović begon als wisselspeler aan de UEFA Nations League-wedstrijd tegen Hongarije en zag vanaf de reservebank Niclas Füllkrug en Jamal Musiala scoren. Hij viel na een uur spelen in voor Pascal Groß, waarna Florian Wirtz voor de derde Duitse treffer tekende. Op aangeven van Musiala scoorde Pavlović daarna, waarna uiteindelijk Kai Havertz de uitslag besliste op 5–0.
| Interlands van Aleksandar Pavlović voor Duitsland | Interlands van Aleksandar Pavlović voor Duitsland | Interlands van Aleksandar Pavlović voor Duitsland | Interlands van Aleksandar Pavlović voor Duitsland | Interlands van Aleksandar Pavlović voor Duitsland | Interlands van Aleksandar Pavlović voor Duitsland | Interlands van Aleksandar Pavlović voor Duitsland |
| №                                                 | Datum                                             | Wedstrijd                                         | Uitslag                                           | Competitie                                        | Goals                                             |                                                   |
| Als speler bij Bayern München                     | Als speler bij Bayern München                     | Als speler bij Bayern München                     | Als speler bij Bayern München                     | Als speler bij Bayern München                     | Als speler bij Bayern München                     | Als speler bij Bayern München                     |
| ------------------------------------------------- | ------------------------------------------------- | ------------------------------------------------- | ------------------------------------------------- | ------------------------------------------------- | ------------------------------------------------- | ------------------------------------------------- |
| 1                                                 | 3 juni 2024                                       | Duitsland – Oekraïne                              | 0 – 0                                             | Vriendschappelijk                                 |                                                   |                                                   |
| 2                                                 | 7 september 2024                                  | Duitsland – Hongarije                             | 5 – 0                                             | Nations League 2024/25                            | 77'                                               |                                                   |
| 3                                                 | 10 september 2024                                 | Nederland – Duitsland                             | 2 – 2                                             | Nations League 2024/25                            |                                                   |                                                   |
| 4                                                 | 14 oktober 2024                                   | Duitsland – Nederland                             | 1 – 0                                             | Nations League 2024/25                            |                                                   |                                                   |
| 5                                                 | 4 juni 2025                                       | Duitsland – Portugal                              | 1 – 2                                             | Nations League 2024/25                            |                                                   |                                                   |

Bijgewerkt op 12 juni 2025.